# Diretor da Agência Central de Inteligência
O Diretor da Agência Central de Inteligência (Director of the Central Intelligence Agency, em inglês) é um cargo de quem encabeça a atuação da Agência Central de Inteligência dos Estados Unidos, mais conhecida pela sigla CIA. Um dos cargos mais importantes a integrar a Comunidade de Inteligência dos Estados Unidos.
O Diretor da CIA está subordinado ao Diretor de Inteligência Nacional que, por sua vez, se reporta diretamente ao Presidente dos Estados Unidos. Os ocupantes desde cargo desde sua instituição em 2005 têm sido em sua maioria militares reformados nomeados pela Casa Branca, podendo haver ou não recomendação da Inteligência Nacional. Os nomeados ao cargo devem ser confirmados pela maioria do Senado. O atual diretor da CIA é John Ratcliffe.

## História
Até 21 de abril de 2005, o Diretor da Inteligência Central (DCI) liderava tanto a Comunidade de Inteligência como a Agência Central de Inteligência. Além disso, o ocupante do cargo integrava o grupo de conselheiros do Presidente dos Estados Unidos em questões de segurança internacional. Em 21 de abril de 2005, o Diretor da Inteligência Central assumiu a chefia da Comunidade de Inteligência e conselheiro-chefe do Conselho de Segurança Nacional.
O cargo de Diretor da Inteligência Central foi criado em 1946 por Harry Truman, sendo anterior à própria Agência Central de Inteligência (estabelecida um ano após pelo Ator de Segurança Nacional de 1947). Após a Segunda Guerra Mundial, o Escritório de Serviços Estratégicos foi dissolvido e suas funções foram absorvidas pelos departamentos de Estado e da Guerra. Truman reconheceu de imediato a ineficiência desta estrutura e estabeleceu o Grupo Central de Inteligência, um precursor do Conselho de Segurança Nacional. No ano seguinte, foi estabelecida a CIA através do Ato de Segurança Nacional de 1947.

## Ordem de sucessão
A ordem de sucessão determina que o funcionário deve agir e desempenhar as funções e deveres do diretor em caso de falecimento, demissão ou de qualquer outra forma de impossibilidade de exercer as suas funções. O funcionário atuará como Diretor Interino.
Se o oficial já estiver servindo como interino, ou se ele ou ela não for elegível de acordo com a Lei Federal de Reforma de Vacâncias de 1998, o pedido passa para a próxima pessoa na fila. No entanto, o presidente dos Estados Unidos reserva-se no direito de afastar da lista ou designar um diretor interino.
| N.º | Cargo                                          |
| --- | ---------------------------------------------- |
| 1   | Vice-Diretor da CIA                            |
| 2   | Diretor de operações                           |
| 3   | Diretor Adjunto da CIA para Operações          |
| 4   | Diretor Adjunto da CIA para Análise            |
| 5   | Vice-Diretor da CIA para Ciência e Tecnologia  |
| 6   | Vice-Diretor da CIA para Inovação Digital      |
| 7   | Diretor Adjunto da CIA para Apoio              |
| 8   | Conselheiro Geral                              |
| 9   | Vice-Diretor de Operações                      |
| 10  | Representante Sênior da CIA para o Reino Unido |
| 11  | Representante Sênior da CIA para a Costa Leste |
| 12  | Representante Sênior da CIA para a Costa Oeste |

## Lista de Diretores
| Diretor | Diretor              | Diretor          | Mandato                 | Mandato                 | Presidente | Presidente     | Ref.        |
| Diretor | Diretor              | Diretor          | Início do mandato       | Fim do mandato          | Presidente | Presidente     | Ref.        |
| ------- | -------------------- | ---------------- | ----------------------- | ----------------------- | ---------- | -------------- | ----------- |
| 1       | Porter Goss          | Porter Goss      | 21 de abril de 2005     | 5 de maio de 2006       |            | George W. Bush | [ 7 ] [ 8 ] |
| 2       | Michael Hayden       | Michael Hayden   | 30 de maio de 2006      | 12 de fevereiro de 2009 | [ 9 ]      | George W. Bush |             |
| 3       | Leon Panetta         | Leon Panetta     | 13 de fevereiro de 2009 | 30 de junho de 2011     |            | Barack Obama   | [ 10 ]      |
|         | Michael Morell       | Michael Morell   | 1 de julho de 2011      | 6 de setembro de 2011   |            | Barack Obama   |             |
| 4       | David Petraeus       | David Petraeus   | 6 de setembro de 2011   | 9 de novembro de 2012   | [ 11 ]     | Barack Obama   |             |
|         | Michael Morell       | Michael Morell   | 9 de novembro de 2012   | 8 de março de 2013      |            | Barack Obama   |             |
| 5       | John Brennan         | John Brennan     | 8 de março de 2013      | 20 de janeiro de 2017   | [ 12 ]     | Barack Obama   |             |
|         | Meroe Park           | Meroe Park       | 20 de janeiro de 2017   | 23 de janeiro de 2017   |            | Donald Trump   |             |
| 6       | Mike Pompeo          | Mike Pompeo      | 23 de janeiro de 2017   | 26 de abril de 2018     | [ 13 ]     | Donald Trump   |             |
| 7       | Gina Haspel          | Gina Haspel      | 26 de abril de 2018     | 20 de janeiro de 2021   | [ 14 ]     | Donald Trump   |             |
|         | David Cohen          | David Cohen      | 20 de janeiro de 2021   | 19 de março de 2021     |            | Joe Biden      | [ 15 ]      |
| 8       | William Joseph Burns | William J. Burns | 19 de março de 2021     | 20 de janeiro de 2025   | [ 16 ]     | Joe Biden      |             |
|         | Tom Sylvester        | Tom Sylvester    | 20 de janeiro de 2025   | 23 de janeiro de 2025   |            | Donald Trump   | [ 17 ]      |
| 9       | John Ratcliffe       | John Ratcliffe   | 23 de janeiro de 2025   | Incumbente              | [ 3 ]      | Donald Trump   |             |

## Vice-Diretor da CIA
O Vice-Diretor da Agência Central de Inteligência é o segundo mais alto funcionário da Agência Central de Inteligência. O Vice-Diretor auxilia o Diretor da Agência Central de Inteligência (D / CIA) e está autorizado a exercer os poderes do D / CIA quando o cargo de Diretor estiver vago ou na ausência ou deficiência do Diretor.

De acordo com a lei atual, o vice-diretor é nomeado pelo presidente e não precisa ser confirmado pelo Senado dos Estados Unidos. Desde dia 3 de fevereiro de 2025 o cargo passou a ser ocupado por Michael Ellis, nomeado pelo Presidente Donald Trump.